# Carlos Pinto Medina
Carlos Enrique Pinto Medina (Santa Cruz de la Sierra, Bolivia; 20 de septiembre de 1987) es un futbolista boliviano. Jugó de lateral izquierdo. Hizo su debut el 2011 en la Liga profesional de Bolivia con el equipo de Guabirá de Santa Cruz. Se retiró el 2018 y su último equipo fue Universitario de Sucre.

## Trayectoria
Pinto comenzó su carrera en el equipo de Guabirá en 2011 y se quedaría allí hasta el 2013. La temporada del 2013 fichó para Sport Boys , también de Santa Cruz. El año 2014 jugaría para uno de los equipos más importantes de Santa Cruz, el equipo de Blooming. El 2015 retorna a Sports Boys por dos años. Para la temporada 2017-2018, Pinto fichó para el Universitario de Sucre de donde finalmente se retiró.

## Estadísticas
| Club                           | Div.          | Temporada     | Liga  | Liga  | Copas nacionales | Copas nacionales | Copas internacionales | Copas internacionales | Total | Total |
| Club                           | Div.          | Temporada     | Part. | Goles | Part.            | Goles            | Part.                 | Goles                 | Part. | Goles |
| ------------------------------ | ------------- | ------------- | ----- | ----- | ---------------- | ---------------- | --------------------- | --------------------- | ----- | ----- |
| Guabirá Bolivia                | 1.ª           | 2011-2013     | 36    | 1     | —                | —                | —                     | —                     | 36    | 1     |
| Guabirá Bolivia                | Total club    | Total club    | 36    | 1     | 0                | 0                | 0                     | 0                     | 36    | 1     |
| Sports Boys Bolivia            | 1.ª           | 2013-2014     | 29    | 0     | 0                | 0                | —                     | —                     | 0     | 2     |
| Sports Boys Bolivia            | Total club    | Total club    | 29    | 0     | 0                | 0                | 0                     | 0                     | 35    | 2     |
| Blooming Bolivia               | 1.ª           | 2014-2015     | 29    | 0     | 0                | 0                | —                     | —                     | 35    | 2     |
| Blooming Bolivia               | Total club    | Total club    | 29    | 0     | 0                | 0                |                       |                       | 35    | 2     |
| Sports Boys Bolivia            | 1.ª           | 2022          | 29    | 0     | 0                | 0                | —                     | —                     | 35    | 2     |
| Sports Boys Bolivia            | Total club    | Total club    | 29    | 0     | 0                | 0                | 0                     | 0                     | 35    | 2     |
| Universitario de Sucre Bolivia | 1.ª           | 2022          | 29    | 0     | 0                | 0                | —                     | —                     | 35    | 2     |
| Universitario de Sucre Bolivia | Total club    | Total club    | 29    | 0     | 0                | 0                | 0                     | 0                     | 35    | 2     |
| Total carrera                  | Total carrera | Total carrera | 95    | 1     | 0                | 0                | 0                     | 0                     | 101   | 2     |